# 式日
《式日》（日语：式日）是日本動畫導演庵野秀明在2000年12月7日在東京寫真美術館公開的真人電影，並由動畫工作室吉卜力旗下的「Studio Kajino」工作室擔任本作的製片商。
作品名稱「式日」在劇中是代表「執行儀式的日子」意思。

## 概要
本作是庵野秀明繼1998年翻拍村上龍的小說《狂戀高校生》後，個人的第二部真人電影。方式是以DV等攝影器材，所完成的35mm格式的影片。作品場景則挑選在庵野秀明的故鄉山口縣。
電影的內容改編自演員兼小說家藤谷文子在2000年發表的作品《逃避夢・烤犬》，而藤谷文子本人也在劇中飾演女主角。劇中男主角則由先前執導過《情書》、《燕尾蝶》電影的導演岩井俊二擔當，同時也是岩井俊二個人首次擔任劇中演員的作品。

## 劇情
故事的開頭是一位回到故鄉的男性電影導演，他先前雖然在東京工作時獲得事業上的成功，但因為一直無法做出心中想拍攝的風格作品、之後對自己有所不滿返回老家。
當他回到家鄉時看到在數條鐵路交會的地方，出現了一名行為奇異的女子，而那名女子口中唸著「明天是我的生日」。
之後男性導演對那名女子產生了好奇心，便想以她為題材來拍攝作品，並慢慢與那名女子倆人每日一同生活。

## 相關人員

### 演員
- 男性導演：岩井俊二
- 「那個女人」：藤谷文子
- 騎腳踏車的男人：井上淳
- 「那個女人」的母親：大竹忍
- 旁白：松尾鈴木、林原惠

### 製作
- 原作：藤谷文子
- 導演、劇本：庵野秀明
- 製作人：高橋望、南里幸
- 執行製作人：德間康快
- 聯合執行製作人：鈴木敏夫
- 製片負責人：山本章
- 助理導演：大崎章
- 編劇：石山久美子
- 攝影指導：長田勇市
- 特攝指導：尾上克郎
- 照明：長田達也
- 剪輯：上野聰一
- 人像拍攝：岩井俊二
- 化妝指導：祐植伊佐夫
- 衣裝造型：伊藤佐智子
- 美術：林田裕至
- 音樂：加古隆
- 插入歌：川井憲次
- 片尾曲：《Raining》（Cocco演唱）

## 作品榮譽
- 2000年第13屆東京國際電影祭：最優秀藝術貢獻獎[3]

## 外部連結
- 《式日》官方網站 （页面存档备份，存于）（日語）